# Жовтофіоль садова
Жовтофіоль садова, жовту́шник-ла́кфіоль (Erysimum cheiri (L.) Crantz) — вид рослин родини капустяних.

## Назва
В англійській мові має назву «стінної квітки» (англ. wallflower).

## Класифікація
Вважають, що ця квітка є гібридом між двома видами з Греції та Егейського регіону, тому деякі дослідники не вважають її повноцінним видом.

## Опис
Дворічна або багаторічна трав'яниста рослина із прямим або гіллястим стеблом. Листки чергові, ланцетні, гострі. Квітки великі, оранжево-бурі або золотаво-жовті, запашні, часто ворсисті. Віночок чотирьох-пелюстковий, пелюстки звужені в довгий нігтик. Чашечка із чотирьох лінійно-ланцетних опушених чашолистків. Тичинок шість, маточка з верхньою зав'яззю. Плід — довгий чотиригранний стручок. Насіння дрібні, округлі або овальні, ясно-коричневі, з вузькою облямівкою по краю. Висота 30-60 см.
Час цвітіння — липень — жовтень.

## Поширення
Зустрічається як здичавіла в Криму і на Кавказі. Розводиться як пахуча декоративна рослина в садах і кімнатах. Батьківщина рослини — Середземномор'я.

## Практичне використання
Популярна декоративна рослина, що культивується завдяки своїм рясним, запашним квітам навесні. Має багато культурних сортів.

## Хімічний склад
У квітках є ефірна олія (0,06%), кверцетин, ізорамнетин. У насіннях утримуються серцеві глікозиди хейротоксин, хейрозид, хейринін, глюкохейролін, два недосліджених глюкозиди J і K і жирна олія (26-35%), що складається із гліцеридів лінолевої і ліноленової кислот. Свіжі квітки мають приємний аромат. Рослина отруйна.

## Галерея

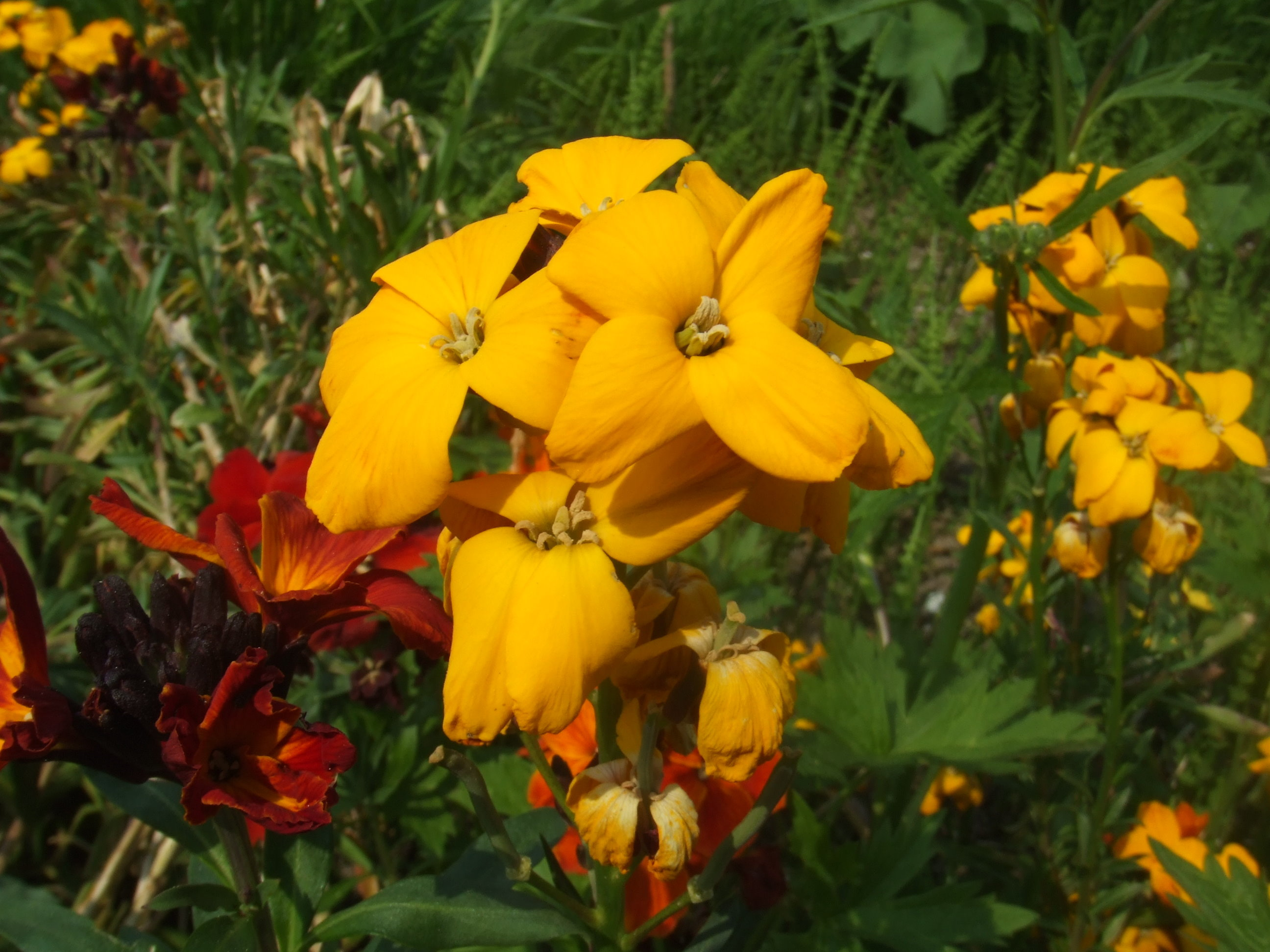
Квіти
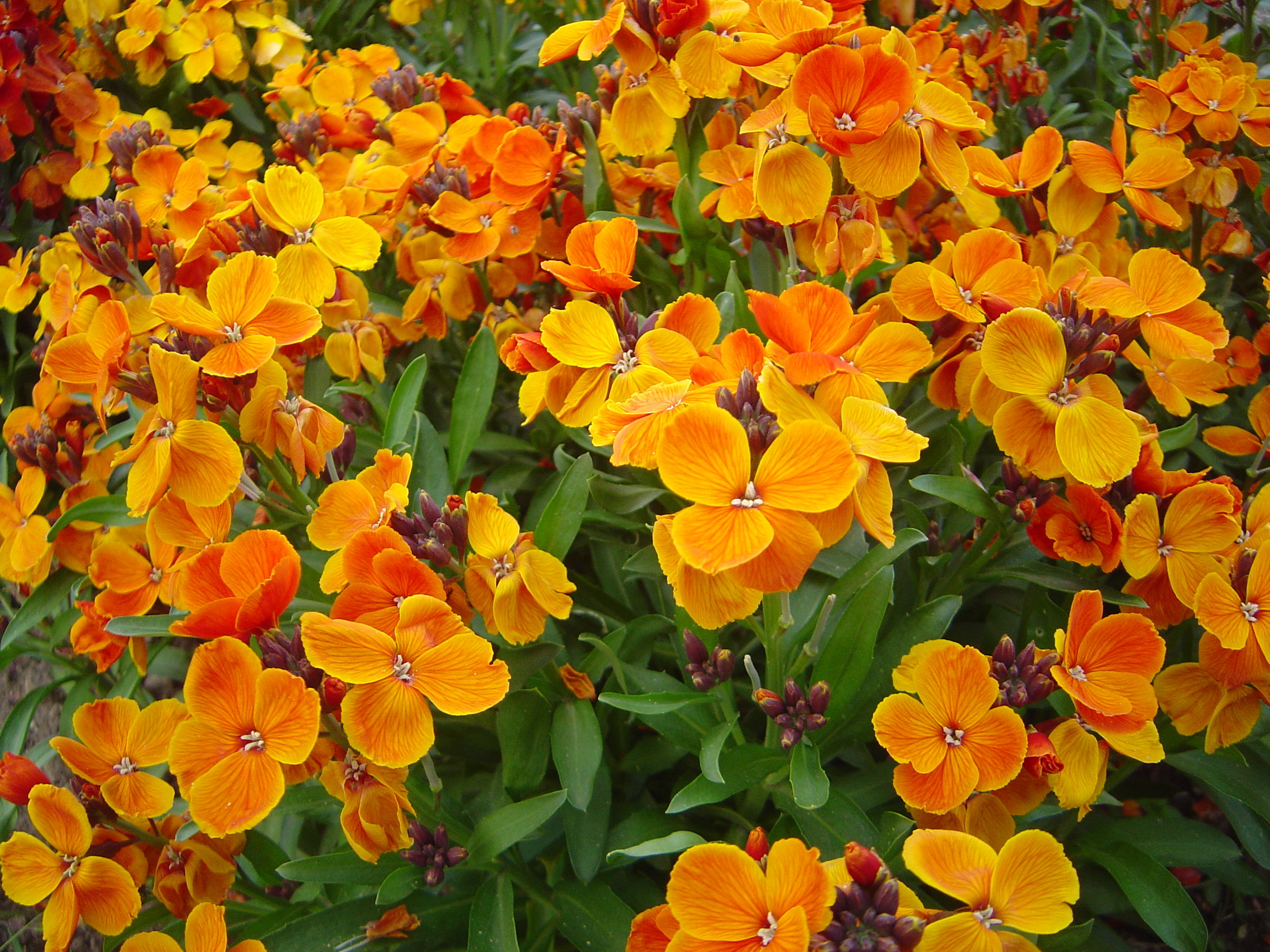
Культурний сорт 'Orange Bedder'
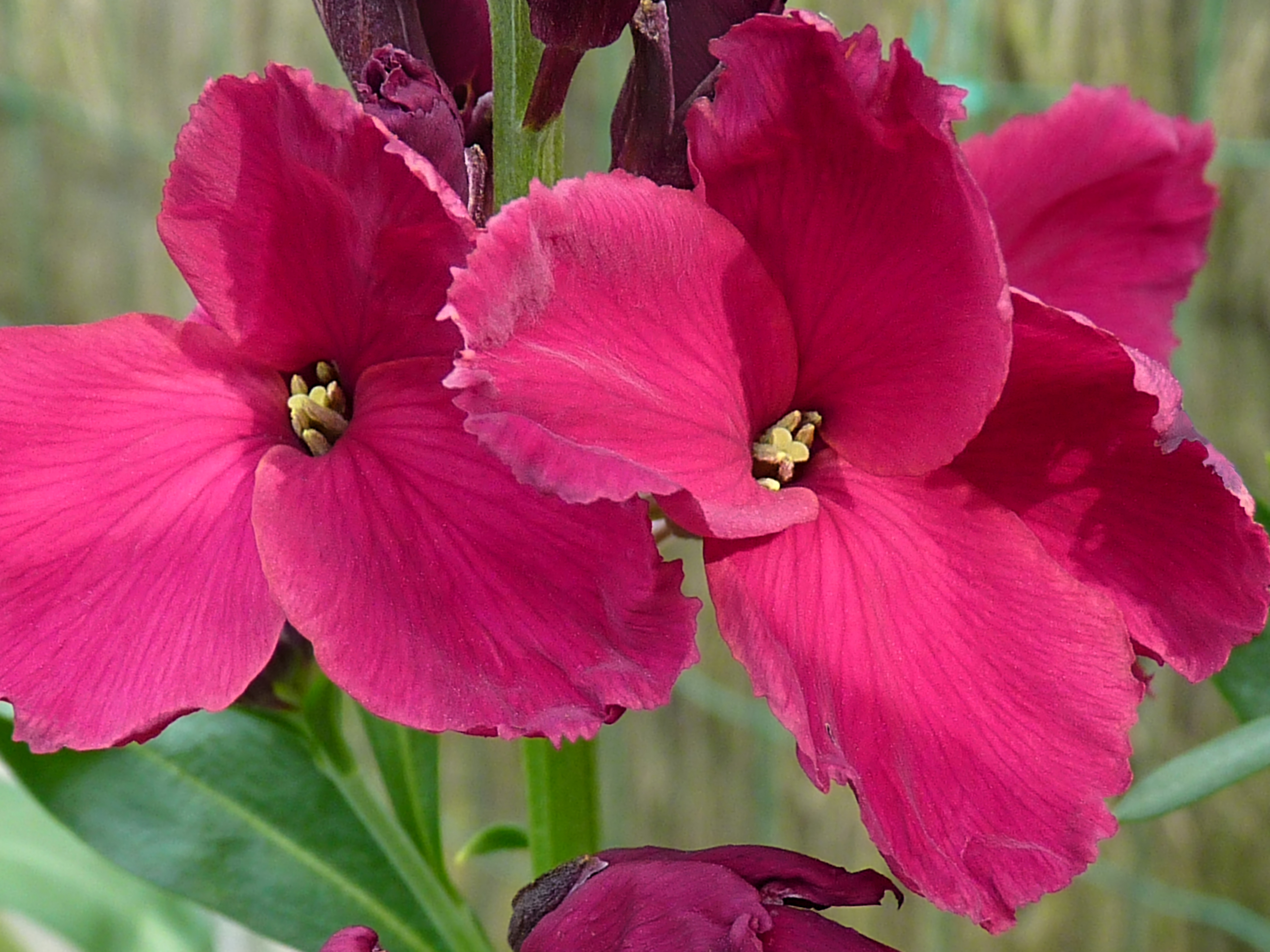
Культурний сорт 'Covent Garden'